# 劉夫人 (曹操)
劉夫人（りゅうふじん、生没年不詳）は、曹操の側室。子は曹昂・曹鑠・清河長公主。
早くに亡くなった。その後は曹操の正室の丁夫人が長男の曹昂を養育するようになった。曹昂は、丁夫人から我が子のように可愛がられた。